# Queens Domain
Queens Domain är en park i Australien. Den ligger i delstaten Tasmanien, i den sydöstra delen av landet, nära delstatshuvudstaden Hobart.
Trakten är tätbefolkad. Närmaste större samhälle är Hobart, nära Queens Domain. 
I omgivningarna runt Queens Domain växer i huvudsak städsegrön lövskog. Genomsnittlig årsnederbörd är 697 millimeter. Den regnigaste månaden är juli, med i genomsnitt 78 mm nederbörd, och den torraste är februari, med 41 mm nederbörd.